# Caralluma edithae
Caralluma edithae es una especie de planta fanerógama perteneciente a la familia Apocynaceae. Es originaria de Somalia.  

## Descripción
Son plantas robustas, arbustivas, suculentas, glabra en todas las partes excepto la corola. Tallos con 4 (rara vez 5) ángulos, los ángulos con dientes deltoides anchos que tienen puntos endurecidos horizontales o más o menos doblados. Las inflorescencias terminales en forma de umbelas, sésiles, globosas, con 60-70 flores.

## Taxonomía
Caralluma edithae fue descrita por Nicholas Edward Brown  y publicado en Bulletin of Miscellaneous Information Kew 1895: 219. 1895.
Etimología
Caralluma: nombre genérico que deriva del árabe qarh al-luhum que significa "llaga", "herida" en la carne. 
edithae: epíteto
sinonimiaDesmidorchis edithiae (N.E.Br.) Plowes.